# Teorie konfliktu
Uzasadnienie: dubel
Teorie konfliktu – teorie, według których w systemach społecznych istnieją napięcia i konflikty pomiędzy składającymi się na nie częściami. Istnieje wiele teorii konfliktu, jednakże ich cechą wspólną jest położenie nacisku na nierówność, która uznana jest za główną siłą napędową konfliktu. W teoriach konfliktu więc istotne jest uczynienie ośrodkiem uwagi zjawiska konfliktu społecznego. Wielu autorów używa określenia perspektywa. Służy ona określeniu pewnych koncepcji klasycznych (np. Marksa jako teoretyka klas walki klas), jak i koncepcji stworzonych w toku sporu z funkcjonalizmem.
Konflikt może być rozumiany:
- jako oddzielnego zjawisko
- jako zasadniczy element życia społecznego (z punktu widzenia socjologii)

Autorzy teorii konfliktu postulowali konieczność analizowania rzeczywistości społecznej z uwzględnieniem zjawisk konfliktu, nierówności, przymusu i zmiany społecznej.
Zjawisko konfliktu jest badane w socjologii od bardzo dawna. Wśród współczesnych teorii konfliktu dominują te nawiązujące do koncepcji m.in. Karola Marksa, Georga Simmla i Maxa Webera. Powstały głównie jako przeciwieństwo strukturalnego funkcjonalizmu w dwudziestoleciu powojennym. Podkreślali, iż większe znaczenie niż normy i wartości maja interesy, a sposoby realizacji tych celów powodują różnego rodzaju konflikty. Nie są one jednak zjawiskiem patologicznym, lecz przeciwnie- są normalnym aspektem życia społecznego.

## Źródła konfliktu
W socjologii konfliktu występuje kilka stanowisk dotyczących przyczyn powstawania konfliktu. Wyjaśniają je w różnorodny sposób. Ich źródeł upatruje się w:
- uwarunkowaniach pozaspołecznych (szczególnie biologicznych), których istota analizowana jest przez przedstawicieli darwinizmu społecznego;
- uwarunkowaniach z obszaru psychologii społecznej;
- uwarunkowaniach z obszaru psychologii (poszukiwanie przyczyn konfliktu w instynktach międzyludzkich);
- uwarunkowaniach w związku z trudnościami adaptacyjnymi jednostek do zmieniających się warunków;
- uwarunkowaniach społecznych- źródłem konfliktów jest mechanizm funkcjonowania społeczeństwa, a czynnikami konfliktotwórczymi są: różnorakie zmiany społeczne, nierówności, władza i panowanie, systemy wartości.

## Zarzuty teorii konfliktu wobec funkcjonalizmu
Największe zarzuty wobec funkcjonalizmu u teorii konfliktu uwidoczniły się zwłaszcza u późniejszych krytyków tego kierunku. Przykładem jest Ralph Dahrendorf, który uważał, iż funkcjonalizm strukturalny jest jednostronny, władza sprawowana w obrębie danego systemu społecznego jest nie tylko czynnikiem, który ma skutki integrujące, lecz także dzielące, który musi zostać narzucony na skonfliktowane interesy. Jednocześnie twierdził, że konflikt nie skupia się tylko wokół jednej kwestii, ale jest wielowymiarowy.
Najpoważniejszym zarzutem jaki stawiano funkcjonalizmowi było:
- nieuwzględnianie problematyki zmian
- w przypadku interesowania się nimi koncentrował się tylko na tych, które zachodzą wewnątrz systemu i przyczyniają się do jego utrwalania.

## Teoria konfliktu Karola Marksa
Karol Marks był oburzony warunkami życia części społeczeństwa w Europie w okresie wczesnej industrializacji, dlatego jego celem stało się zainicjowanie i chęć legitymizacji zmiany społecznej. W swoim dziele opisał funkcjonowanie kapitalizmu oraz sposób jego przeobrażenia w inny system społeczny. Jego zdaniem stosunki ekonomiczne przyczyniają się do rewolucyjnego konfliktu klasowego, który prowadzi do polaryzacji klas, a następnie do próby obalenia klasy panującej. Wynika on z nierównego podziału dóbr w systemie. Klasy, które są wyzyskiwane tworzą rewolucyjną organizację polityczną, której celem jest zwalczenie klasy dominującej. Prawdopodobieństwo powstania takiej organizacji wzrasta w szczególności w przypadku:
- dezorganizacji w segmencie panującym ze względu na organizowanie ochrony jego rzeczywistych interesów
- nagłego wzrostu odczucia krzywdy u upośledzonych, kiedy zaczynają oni porównywać swoje położenie z położeniem uprzywilejowanych
- mobilizacji przywództwa politycznego w organizacji konfliktu.

Rzeczywiste interesy grupy upośledzonej wzrastają kiedy uzyskują jednocząca ideologię, zaczyna wtedy wzrastać ich sprzeciw wobec dominujących. Następuje wtedy polaryzacja interesów i celów zbiorowości dominujących i podporządkowanych. Maleje wtedy szansa na uzgodnienie kompromisu oraz łagodny przebieg konfliktu, ponieważ zbiorowości upośledzone są dobrze zorganizowane i wyalienowane, aby wywrzeć presję na zmianę w dystrybucji zasobów. Gwałtowna konfrontacja staje się dla nich jedynym zasobem przezwyciężenia oporu panujących. Taki gwałtowny konflikt powoduje wielkie zmiany we wzorach organizacji społecznej. Wielu teoretyków, szukających przyczyn konfliktu czerpie inspirację od Marksa ukazując rzeczywistość społeczną przepełnioną konfliktami w związku z nierównym podziałem zasobów.

## Teoria konfliktu Maxa Webera
Max Weber miał krytyczny stosunek do Marksowskiej teorii konfliktu. Sądził, że rozwój historii jest uwarunkowany czynnikami empirycznymi. Jego zdaniem konflikt nie jest nieuchronny. Pomimo tego, podobnie do Marksa uważał, iż konflikt jest w zależności z „charyzmatycznymi przywódcami”, którzy mają siłę, aby zmobilizować podporządkowanych. Nie zawsze jednak w systemach nierówności dochodzi do rewolucyjnego konfliktu. Max Weber wielokrotnie w swoich pracach podkreślał przechodzenie od społeczeństw opartych na panowaniu tradycyjnym do takich, które cechują się panowaniem racjonalno-tradycyjnym. W społeczeństwach, w których działania polityczne są uprawomocniane przez świętość tradycji, decydującym warunkiem konfliktu jest wycofanie uprawomocnienia tradycji. Jedna z przyczyn dla których strona podporządkowana wycofuje legitymizację jest wysoki stopień korelacji między władzą dobrobytem i prestiżem. Przykładem jest sytuacja, w której elity ekonomiczne są jednocześnie elitami społecznymi i ekonomicznymi. W tym przypadku ci, którzy zostali odsunięci od władzy burzą się i jednocześnie zyskują idealne warunki do konfliktu.